# 西戈申歷史區
西戈申（英語：West Goshen）是位於美國康乃狄克州利奇菲爾德縣的一個鬼鎮。該地的面積和人口皆未知。

## 地理
西戈申的座標為41°49′32″N 73°15′16″W / 41.82556°N 73.25444°W，而該地的平均海拔高度為396米（即1299英尺）。